# Диаш, Рубен
Ру́бен душ Са́нтуш Га́ту А́лвеш Ди́аш (порт. Rúben dos Santos Gato Alves Dias, также известный как Рубен Диаш (порт. Rúben Dias); родился 14 мая 1997 года, Амадора, Португалия) — португальский футболист, центральный защитник английского клуба «Манчестер Сити» и сборной Португалии. Участник двух чемпионатов Европы (2020 и 2024) и чемпионата мира 2022.

## Клубная карьера
Диаш — воспитанник клубов «Эштрела Амадора» и «Бенфика». Для получения игровой практики Рубен начал выступать за дубль «орлов». 30 сентября 2015 года в матче против «Шавиша» он дебютировал в Сегунда лиге. Летом 2017 года Диаш был включён в заявку основной команды. 16 сентября в матче против «Боавишты» он дебютировал в Сангриш лиге. 3 февраля 2018 года в поединке против «Риу Аве» Рубен забил свой первый гол за «Бенфику».
27 сентября 2020 года Диаш за 68 млн. евро перешёл в «Манчестер Сити». Контракт подписан на 6 лет. «Бенфика» также сможет рассчитывать на дополнительные 3,6 млн в виде бонусов по итогам результатов защитника в новой команде.
В сентябре 2021 в результате общекомандного голосования был назначен вице-капитаном команды.
4 марта 2022 года Пеп Гвардиола объявил, что Диас получил травму подколенного сухожилия, свою первую травму за пять лет, из-за которой он пропустил два месяца, в том числе второе манчестерское дерби в сезоне, ответный матч в 1/8 финала Лиги чемпионов со «Спортингом» и плей-офф квалификации сборной Португалии на чемпионат мира 2022 года. Он вернулся после травмы 20 апреля, заменив Натана Аке на 46-й минуте в матче с «Брайтоном». 7 мая Диас получил ещё одну травму подколенного сухожилия во время матча против «Ньюкасл Юнайтед», что выбило его из игры до конца сезона.

## Международная карьера
В 2014 году в составе юношеской команды Диаш принял участие в юношеском чемпионате Европы на Мальте. На турнире он сыграл в матчах против сборных Шотландии, Швейцарии, Германии и Англии.
В 2016 году в составе юношеской сборной Португалии Диаш принял участие в юношеском чемпионате Европы в Германии. На турнире он сыграл в матчах против команд Австрии, Германии и Италии.
В 2017 году в составе молодёжной сборной Португалии Диаш принял участие в молодёжном чемпионате мира в Южной Корее. На турнире он сыграл в матчах против команд Замбии, Коста-Рики, Южной Кореи и Уругвая.
28 мая 2018 года в товарищеском матче против сборной Туниса Диаш дебютировал за сборную Португалии. В том же году Рубен принял участие в чемпионате мира в России. На турнире он был запасным и на поле не вышел.

## Статистика

### Клубная статистика
| Выступление      | Выступление      | Выступление      | Лига | Лига | Кубок | Кубок | Еврокубки | Еврокубки | Итого | Итого |
| Клуб             | Лига             | Сезон            | Игры | Голы | Игры  | Голы  | Игры      | Голы      | Игры  | Голы  |
| ---------------- | ---------------- | ---------------- | ---- | ---- | ----- | ----- | --------- | --------- | ----- | ----- |
| Бенфика Б        | Сегунда          | 2015/16          | 25   | 0    | —     | —     | —         | —         | 25    | 0     |
| Бенфика Б        | Сегунда          | 2016/17          | 28   | 0    | —     | —     | —         | —         | 28    | 0     |
| Бенфика Б        | Сегунда          | 2017/18          | 1    | 0    | —     | —     | —         | —         | 1     | 0     |
| Бенфика Б        | Итого            | Итого            | 54   | 0    | 0     | 0     | 0         | 0         | 54    | 0     |
| Бенфика          | Примейра         | 2017/18          | 24   | 3    | 4     | 1     | 2         | 0         | 30    | 4     |
| Бенфика          | Примейра         | 2018/19          | 32   | 3    | 8     | 0     | 15        | 1         | 55    | 4     |
| Бенфика          | Примейра         | 2019/20          | 33   | 2    | 8     | 0     | 8         | 1         | 49    | 3     |
| Бенфика          | Примейра         | 2020/21          | 2    | 1    | 0     | 0     | 1         | 0         | 3     | 1     |
| Бенфика          | Итого            | Итого            | 91   | 9    | 20    | 1     | 26        | 2         | 137   | 12    |
| Манчестер Сити   | Премьер-лига     | 2020/21          | 32   | 1    | 7     | 0     | 11        | 0         | 50    | 1     |
| Манчестер Сити   | Премьер-лига     | 2021/22          | 29   | 2    | 3     | 0     | 8         | 0         | 40    | 2     |
| Манчестер Сити   | Премьер-лига     | 2022/23          | 26   | 0    | 5     | 0     | 12        | 1         | 43    | 1     |
| Манчестер Сити   | Итого            | Итого            | 87   | 3    | 15    | 0     | 31        | 1         | 133   | 4     |
| Всего за карьеру | Всего за карьеру | Всего за карьеру | 232  | 12   | 35    | 1     | 57        | 3         | 324   | 16    |

### Матчи за сборную
| №  | Дата             | Оппонент   | Счёт | Голы | Соревнование                       |
| -- | ---------------- | ---------- | ---- | ---- | ---------------------------------- |
| 1  | 28 мая 2018      | Тунис      | 2:2  | —    | Товарищеский матч                  |
| 2  | 6 сентября 2018  | Хорватия   | 1:1  | —    | Товарищеский матч                  |
| 3  | 10 сентября 2018 | Италия     | 1:0  | —    | Лиги наций 2018/19                 |
| 4  | 11 октября 2018  | Польша     | 3:2  | —    | Лиги наций 2018/19                 |
| 5  | 14 октября 2018  | Шотландия  | 3:1  | —    | Товарищеский матч                  |
| 6  | 17 ноября 2018   | Италия     | 0:0  | —    | Лиги наций 2018/19                 |
| 7  | 20 ноября 2018   | Польша     | 1:1  | —    | Лиги наций 2018/19                 |
| 8  | 22 марта 2019    | Украина    | 0:0  | —    | Отбор ЧЕ-2020 (группа В)           |
| 9  | 25 марта 2019    | Сербия     | 1:1  | —    | Отбор ЧЕ-2020 (группа В)           |
| 10 | 5 июня 2019      | Швейцария  | 3:1  | —    | 1/2 финала Лиги наций УЕФА 2018/19 |
| 11 | 9 июня 2019      | Нидерланды | 1:0  | —    | Финал Лиги наций УЕФА 2018/19      |
| 12 | 7 сентября 2019  | Сербия     | 4:2  | —    | Отбор ЧЕ-2020 (группа В)           |
| 13 | 10 сентября 2019 | Литва      | 5:1  | —    | Отбор ЧЕ-2020 (группа В)           |

Итого: сыграно матчей: 13 / забито голов: 0; победы: 7, ничьи: 6, поражения: 0.

## Достижения

### Командные
«Бенфика»
- Чемпион Португалии: 2018/19
- Обладатель Суперкубка Португалии: 2019

«Манчестер Сити»
- Чемпион Англии (4): 2020/21, 2021/22, 2022/23, 2023/24
- Обладатель Кубка Англии: 2022/23
- Обладатель Кубка Английской футбольной лиги: 2020/21
- Обладатель Суперкубка Англии: 2024
- Победитель Лиги чемпионов УЕФА: 2022/23
- Финалист Лиги чемпионов УЕФА: 2020/21
- Обладатель Суперкубка УЕФА: 2023
- Победитель Клубного чемпионата мира: 2023

Сборная Португалии
- Победитель Лиги наций УЕФА (2): 2018/19, 2024/25

### Личные
- Игрок сезона английской Премьер-лиги: 2020/21
- Игрок сезона по версии АФЖ: 2020/21
- Входит в символическую сборную сезона по версии European Sports Media: 2020/21[21]